# Спутник (платформа СКЖД)
Спу́тник — платформа Северо-Кавказской железной дороги РЖД, расположена в микрорайоне Вишнёвка Лазаревского района города Сочи, Краснодарский край, Россия.

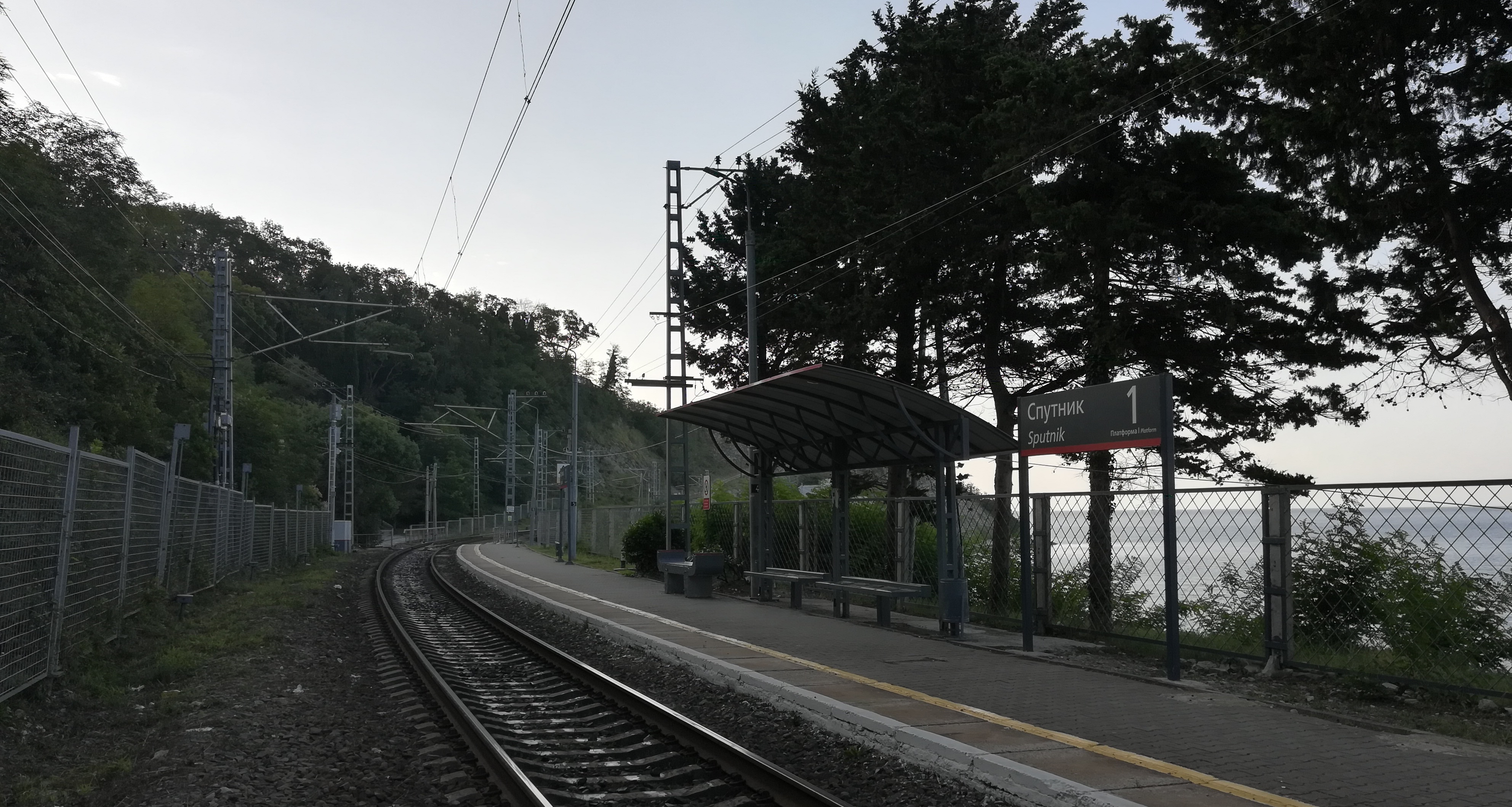

## Описание
Расположена на берегу Чёрного моря.

## История
С 2014 года по н.в. на платформе останавливаются скоростные поезда «Ласточка», которые не останавливаются на других платформах (кроме Мамедова щель и Мамайка), следующие по маршруту Туапсе-Аэропорт Сочи. Также на «Ласточках» можно доехать до станции Имеретинский курорт (через Сочи, Адлер) и, соответственно, до Туапсе.